# 八行五保
八行五保とは香港での13の中国大陸系銀行及び保険会社を指す。
「八行」は以下を含む：
- 中国工商銀行 (SEHK: 1398)
- 中国銀行 (SEHK: 3988)
- 中国建設銀行 (SEHK: 939)
- 交通銀行 (SEHK: 3328)
- 招商銀行 (SEHK: 3968)
- 中信銀行 (SEHK: 998) - 2007年4月～
- 民生銀行 (SEHK: 1988) - 2009年12月～
- 中国農業銀行 (SEHK: 1288) - 2010年～

「五保」は以下を含む：
- 中国人寿保険 (SEHK: 2628)
- 中国平安保険 (SEHK: 2318)
- 中国財険 (SEHK: 2328)
- 中国太平 (SEHK: 966)
- 中国太平洋保険 (SEHK: 2601) - 2009年12月～

## 変遷
- 2007年4月 中信銀行が香港で上場、「五行」から「六行」に。
- 2009年12月 民生銀行・中国太平洋保険は香港で上場、「六行四保」から「七行五保」に。
- 2010年 中国農業銀行は香港で上場、「七行五保」から「八行五保」に。